# Londoko
Londoko (russisk: Лондоко) er en bymæssig bebyggelse (russisk: Посёлок городского типа) i den Jødiske autonome oblast i det den fjernøstlige del af Rusland. Den har et indbyggertal på 982 (2023) indbyggere.
Londoko ligger i den sydlige ende af bjergkæden Bureja. Den ligger ca. 75 kilometer nordvest for oblastens hovedby Birobidzjan.